# 무극광산

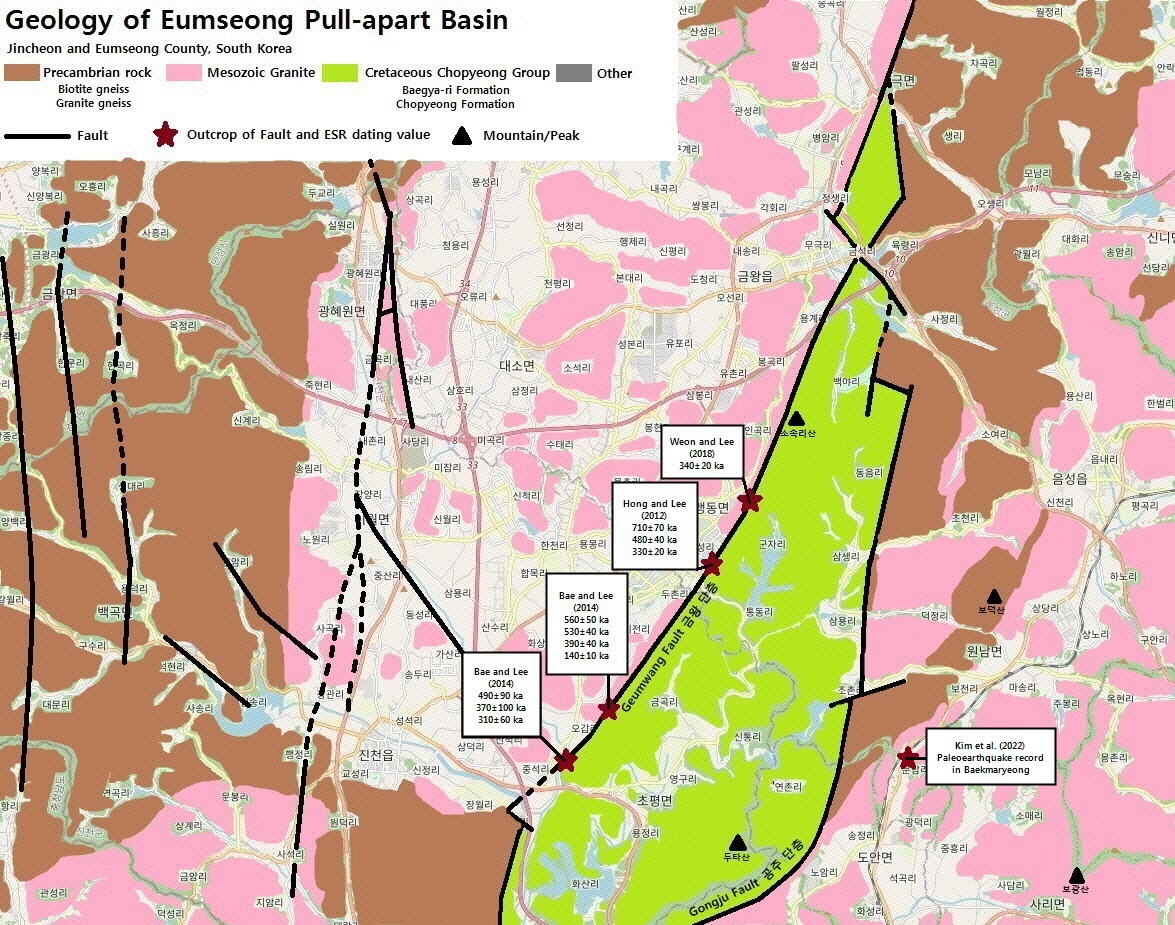
음성군의 지질과 무극광산

무극광산(無極鑛山, Mugeuk Mine)은 대한민국 충청북도 음성군 금왕읍 용계리의 중생대 대보 화강암 내 석영맥의 금을 채굴하는 대한민국의 금 광산이다.

## 역사
무극광산은 1913년 일본인에 의해 개발되어 일제 강점기 동안 상당한 실적을 올렸으며 1943년 채굴이 잠시 중단되었다가 1953년 (주)대명광업이 채굴을 시작하여 약 6,000 kg의 금을 생산하고 1972년 채굴을 중단하였다. 이후 1984년 6월 (주)영풍광업에서 광업권을 인수하여 1987년 1월부터 월 5,500톤의 광석을 생산하였다. 연평균 1,000 kg 이상의 금을 생산해오던 무극광산은 1996년부터 생산량이 감소하고 수지를 맞추기 어려워져 1998년 1월 5일을 끝으로 채굴을 무기한으로 중단하였다.
2000년대 초반 대한광업진흥공사가 7호맥을 조사한 결과 순금 74톤이 매장된 것으로 파악되어 (주)대륙광업이 동년 7월에 채굴을 시작, 12월에 갱도를 312 m 까지 채굴했으나, 금왕꽃동네와 인근 지역 주민들이 환경 오염을 이유로 개발에 반대하였고 2009년 11월 갱도가 폐쇄되어 더 이상의 개발은 중단되었다.
2008년 5월과 10월 금왕읍 용계리 꽃동네 소망의집과 농경지 일부가 붕괴되는 사고가 발생했으며, 2020년 8월 13일 금왕읍 용계리 소재 한 주택의 현관과 과수원에서 땅이 움푹 꺼지는 사고가 발생했다. 이러한 지반 침하 현상은 폐광된 무극광산의 갱도 침하가 원인으로 추정된다.
광산의 연표는 다음과 같다.
- 1913년 5월: 일본인 스에나가 이치조(末永一三)에 의해 소규모 개발 시작
- 1936년: (주)조선제련에서 매수
- 1943년: 산금정비령(産金整備令)으로 휴광
- 1953년 7월: 정명선(鄭明善)이 대한민국 상공부로부터 임대계약 체결, 인수하여 복구 작업 착수
- 1954년: 주)대명광업 명의로 개발 착수
- 1972년 4월: 휴광
- 1984년 6월: (주)영풍광업에서 광업권 인수
- 1985년 8월: 8호맥 채굴 착수
- 1985년 9월: 삼형제맥 채굴 착수
- 1986년 11월: 월 5천톤 처리능력의 선광장(選鑛場) 완공
- 1987년 1월: 월 5,500톤 광석 생산 시작
- 1998년 1월 5일: 채굴 무기한 중단, 인력 철수
- 2000년 7월: (주)대륙광업의 채굴 시작
- 2000년 12월: 갱도를 312 m 까지 채굴
- 2000년 10월~2002년: (주)대륙광업과 금왕꽃동네 및 지역 주민들과의 갈등
- 2009년 8월: 대륙광업, 음성군, 대한민국 국민권익위원회가 갱도 봉쇄 공사를 12월까지 연기하기로 합의
- 2009년 11월 16일: 음성군이 행정집행을 통해 갱구를 봉쇄
- 2010년 3월: 대법원이 원심에서 꽃동네측의 패소 판결
- 2011년 11월: 대전고등법원이 공사 중지 가처분에 대해 취소 판결

## 지질
무극광산은 중생대 대보 화강암 내 함금(含金)석영맥을 가행하는 광산이다. 무극광산 일대의 지질은 중생대 쥐라기 대보 화강암의 일부인 화강섬록암으로 구성되며 그 외에 소규모의 석영반암과 우백질 화강암, 염기성 암맥이 분포한다. 음성 지질도폭(1987)에 의하면 광산 일대에 분포하는 화강암은 중립 내지 조립질의 흑운모 화강암으로 금왕읍, 대소면, 진천군에 이르는 넓은 지역에 저지대를 형성한다. 우백질 화강암은 무극광산 남동부에 소규모 분포하며 8호맥 남쪽 연장부의 하부에 분포하는 것이 시추로 확인되었다. 석영반암은 주로 8호맥 서쪽에서 화강섬록암을 폭 1~5 m의 암맥 형태로 관입하며 무극광산의 석영맥과 거의 평행하고 석영반암의 일부는 석영맥에 의해 절단되어 있다.
금 광상(鑛床)은 화강암 내 균열인 단층을 충전하는 수십 조의 석영맥으로 구성되며 이 가운데 가행 대상이 되는 것은 10여 개이다. 금왕 단층의 북쪽에 발달하는 석영맥들은 박산맥(朴山脈), 금룡(金龍) 1,2호맥, 삼형제맥(三兄弟脈), 1호맥, 2호맥, 5호맥, 6호맥, 7호맥, 8호맥, 9호맥, 10호맥, 11호맥, 북서맥으로 명명되었으며 8호맥을 중심으로 석영맥이 거의 대칭적으로 분포한다. 석영맥은 대체로 주향 북서 15~20°, 경사 북동 70~80° 방향으로 발달하며 맥폭은 0.6 m 정도이고 짧게는 200 m, 길게는 2,200 m 까지 연장된다. 과거에는 2호맥을 대상으로 지하 750 m 까지 채굴하였으나 1984년 이후부터는 주로 삼형제맥을 채광하였다. 석영맥에는 황철석, 유비철석(硫砒鐵石), 섬아연석, 방연석, 황동석, 자연 은, 사면동광(Tetrahedrite), 호박금 등의 광석광물이 산출된다. 금은 주로 황철석 중에 입상(粒狀)으로 나타난다.

### 2호맥
2호맥은 주향 북서 15~20°, 경사 북동 80~85° 방향으로 발달하며 맥폭 0.6 m, 연장 2,000 m, 금의 품위는 톤당 7~50 g 이었다. 2호맥을 개발하기 위해 해발고도 130 m 지점에서 지하로 755 m 까지, 평균 35 m 간격으로 수갱(竪坑)을 개설하였다.

### 8호맥
8호맥은 노두의 발달 상태가 가장 양호하며 주향은 북서 15~20°, 경사는 북동 80°, 맥폭은 1~1.5 m, 연장은 2,200 m에 달한다. 8호맥을 개발하기 위해 지표에서 지하로 126 m 까지 수갱(竪坑)을 개설하였다.

### 삼형제맥
삼형제맥(三兄弟脈)은 무극광산의 주요 함금석영맥으로 주향 북서 15~20°, 경사 북동 80~85° 방향의 단층 열극에 배태된 광산이다. 2호맥과 약 250 m 떨어져 평행하게 발달하며 맥폭은 0.2~2.0 m 으로 팽축이 심하나 평균 1.0 m 정도이고 확인된 연장은 2 km 정도이다. 과거 (주)대명광업이 삼형제맥을 대상으로 탐광(探鑛)을 진행하다가 중단하였으나, 1984년 (주)영풍광업의 재조사 결과 8호맥보다 상태가 양호한 것으로 밝혀져 이후의 채광은 삼형제맥에 집중되었다. 삼형제맥은 수 차례의 광화(鑛化) 작용을 받아 맥의 구조가 복잡한 복성맥(複成脈, Complex Vein)으로 황철석, 유비철석, 자류철석(磁硫鐵石), 황동석, 섬아연석, 방연석, 자연 은, 휘은석(輝銀石), 함은 사면동광, 테난타이트(Tennantite) 티탄철석, 적철석, 호박금 등의 광석광물과 석영, 방해석, 형석, 녹니석, 일라이트(Illite) 등의 맥석광물이 산출된다. 암맥의 중앙부는 유화광물이 거의 없는 유백색 석영으로 구성되고 부분적으로 자형의 방해석, 형석, 녹니석 등이 포함된 정동(晶洞)이 발달한다.

## 같이 보기
- 음성군의 지질
- 고남산 자철석 광산
- 상동광산
- 하동-산청 회장암체